# Jan Otto
Pour les articles homonymes, voir Otto.
Jan Otto, né le 8 novembre 1841 à Přibyslav (royaume de Bohême), mort le 29 mai 1916 à Prague, est  un éditeur et libraire tchèque. Il est surtout connu pour l'encyclopédie Otto, la plus grande encyclopédie publiée en langue tchèque.

## Biographie
Il était le fils d'un médecin de campagne. En 1862, il commence à travailler comme imprimeur. En 1871, il reprend l'imprimerie de son beau-père Jaroslav Pospíšil. En 1874, il ouvre une librairie sur la place Venceslas à Prague, mais après 1910, il se concentre sur l'édition. Après sa mort, son fils et son gendre reprirent l'entreprise mais après des difficultés durables, firent faillite en 1934.
Dans les années 1880, Otto commence à travailler à la publication d'une encyclopédie complète en tchèque. Malgré de nombreuses difficultés, il en débute la publication en 1888. Le succès commercial est immédiat et l'édition se poursuit pendant vingt ans.
En plus de l'encyclopédie, Otto a publié d'autres volumes à succès. Ottova světová knihovna (Bibliothèque mondiale d'Otto) et Světová četba (Lecture du monde), contenant quelque 2 000 passages traduits en tchèque. Laciná knihovna národní était une série de livres, abordables mais de qualité, d'auteurs tchèques. Il a également publié des recueils de plusieurs auteurs, La Vie des animaux de Brehm, et des journaux littéraires tels que Lumír, Zlatá Praha et Světozor. Jan Otto était aussi actif dans la vie sociale et politique de la société praguoise. En 1912, il fut nommé membre de la Chambre des Lords autrichienne.

## Sources
- (en) Cet article est partiellement ou en totalité issu de l’article de Wikipédia en anglais intitulé « Jan Otto » (voir la liste des auteurs).
- Courte biographie (en tchèque)
- Histoire de l'encyclopédie d'Otto (en tchèque) (PDF)
- Aperçu des éditeurs tchèques du 19/20e siècle (en tchèque)